# Rudnik soli Wieliczka
Rudnik soli Wieliczka (poljsko Kopalnia soli Wieliczka) je rudnik v mestu Wieliczka, 17 km jugovzhodno od središča Krakova na Poljskem.  
Na tem mestu se je že v kameni dobi iz slanice pridobivala kuhinjska sol (natrijev klorid, NaCl).  Rudnik so odprli v 13. stoletju in je neprekinjeno deloval do leta 1996. Bil je eden od najstarejših in najdlje delujočih rudnikov soli na svetu. Kraljevi rudnik soli je skozi celo njegovo zgodovino upravljala družba Żupy Krakowskie (Krakovski rudniki soli).
Zaradi nizke cene soli in poplav v  rudniku so komercialno pridobivanje soli leta 1996 ustavili.
Rudnik soli Wieliczka je zdaj poljski zgodovinski spomenik (Pomnik Historii) in je na Unescovem seznamu svetovne dediščine. Med znamenitosti rudnika spadajo jaški in labirinti prehodov,  prikaz zgodovine tehnologije rudarjenja soli, podzemno jezero, štiri kapele, številni kipi, ki so jih rudarji izklesali iz kamene soli, in novejše skulpture sodobnih umetnikov.

## Zgodovina
Rudnik je globok 327 metrov in ima več kot 287 kilometrov vodoravnih rovov in sob. Kamena sol je obarvana v različnih odtenkih sive barve in je bolj podobna poliranemu granitu kot beli kristalni snovi, ki bi jo pričakovali. 
V 13. stoletju se je sprva zbirala slanica, ki je privrela na površje, in se z izparevanjem vode predelala v  kuhinjsko sol. V tem obdobju so začeli kopati prve vodnjake in rudniške rove za pridobivanje kamene soli. Na prelomu 13. in 14. stoletja je bil zgrajen Solni grad. V Wieliczki zdaj domuje Krakovski muzej soli.
K razvoju rudnika soli Wieliczka je veliko prispeval poljski kralj Kazimir III. Veliki (vladal 1333–1370). Podelil mu je številne privilegije in je vzel rudarje pod svoje okrilje. Leta 1363 je v bližini rudnika soli ustanovil bolnišnico.
Med obratovanjem rudnika so se Uporabljale različne tehnologije, kot sta na primer madžarska konjska tekalna steza in saška tekalna steza (gepel) za dvigovanje soli na površje. Med drugo svetovno vojno so Nemci uporabljali rudnik kot podzemni objekt za proizvodnjo za vojne potrebe.
V rudniku je podzemno jezero, razstava zgodovine rudarjenja soli in 3,5 km dolga turistična pot, na kateri so na ogled kipi v soli in iz soli, ustvarjeni v različnih zgodovinskih obdobjih. Turističa pot meri samo 2% celotne dolžine rovov. 
Leta 1978 je bil rudnik Wieliczka vpisan na Unescov seznam svetovne dediščine.
Legenda o princesi Kingi, povezana z rudnikom Wieliczka, pripoveduje zgodbo o ogrski  princesi, ki naj bi se poročila s krakovskim knezom  Boleslawom V. Častnim. Svojega očeta, ogrskega kralja Belo IV., je prosila, naj ji kot del dote da kepo soli, saj je bila sol na Poljskem zelo cenjena. Oče jo je odpeljal v rudnik soli v Máramarosu, kjer je pred odhodom na Poljsko v enega od rudniških jaškov vrgla svoj zaročni prstan. Ko je prispela v Krakov, je prosila rudarje, naj izkopljejo globoko jamo, dokler ne naletijo na skalo. Rudarji so tam našli grudo soli. Ko so grudo razpolovili  so v njej odkrili princesin zaročni prstan. Kinga je tako postala zavetnica rudarjev soli v poljski prestolnici in njeni okolici.
Med nacistično okupacijo Poljske je bilo iz prisilnih delovnih taborišč v Plaszowu in Mielecu v rudnik Wieliczka prepeljanih več tisoč Judov, da bi delali v podzemni tovarni orožja, ki so jo Nemci ustanovili marca in aprila 1944. Prisilno delovno taborišče v rudniku je bilo v Parku sv. Kinge in zaposlovalo približno 1700 zapornikov, vendar se proizvodnja zaradi bližajoče se sovjetske ofenzive nikoli ni začela. Nekaj strojev in opreme so razstavili, vključno z električnim dvigalom iz jaška Regis, in jih prepeljali v Liebenau v Sudete. Del opreme so po vojni  jeseni 1945 vrnili. Jude so odpeljali v tovarne v Litomierzycah (Češka) in Linzu (Avstrija).
Rudnik je eden od uradnih poljskih nacionalnih zgodovinskih spomenikov. Za takšnega je bil razglašen v prvem krogu imenovanj 16. septembra 1994. Seznam   vodi Poljski odbor za nacionalno dediščino. Leta 2010 je odbor uspešno predlagal, da se na seznam svetovne dediščine vpiše tudi bližnji zgodovinski rudnik soli Bochnia, ki je najstarejši poljski rudnik soli. Oba rudnika soli  sta zdaj na Unescovem seznamu svetovne dediščine pod skupnim imenom "Kraljevi rudniki soli v Wieliczki in Bochniji". Leta 2013 je bil v dediščino vključen še grad Żupny.

## Turizem
Rudnik je  eden od uradnih poljskih nacionalnih zgodovinskih spomenikov (Pomniki historii). Njegove glavne znamenitosti so desetine kipov in štiri kapele, ki so jih iz kamene soli izklesali rudarji.  Starejše skulpture so z novimi rezbarijami dopolnili sodobni umetniki. Rudnik soli Wieliczka letno obišče približno 1,2 milijona obiskovalcev.
Med pomembnimi obiskovalci rudnika so bili matematik in astronom Nikolaj Kopernik, pisatelj Johann Wolfgang von Goethe, naravoslovec Alexander von Humboldt, skladatelj Fryderyk Chopin, kemik Dimitrij Ivanovič Mendelejev, poljskio pisatelj Bolesław Prus, skladatelj Ignacij Jan Paderewski, ustanovitelj skavtskega gibanja Robert Baden-Powell, poljsko-britanski matematik in zgodovinar Jacob Bronowski, ki je posnel odlomke filma Vzpon človeka v rudniku, ugledna poljsko-nemška kraljeva družina von Unrug), Karol Wojtyła, kasneje papež Janez Pavel II., nekdanji predsednik ZDA  Bill Clinton in mnogi drugi.
Kapela in sprejemnica se uporabljata tudi za zasebne dejavnosti, vključno s porokami. V stene dvorane vklesani kipi so podobni  lesenim kipom v lesenih cerkvah,  zgrajenih v prejšnjih  stoletjih. Leseno stopnišče vodi do 64 m nižje dvorane. Turistična pot po rudniku je dolga 3 km in vključuje hodnike,  kapele, kipe, in jezero, 135 metrov pod zemljo. Obiskovalci se na površino vrnejo z dvigalom. Vožnje traja približno 30 sesund.

## V kulturi
Med najstarejše spise o rudniku soli Wieliczka spada spis Adama Schröterja Salinarum Vieliciensium incunda ac vera descriptio. Carmine elegiaco ... iz leta 1553.
Poljski novinar in romanopisec Bolesław Prus je svoj obisk rudnika soli leta 1878 opisal v izjemni seriji treh člankov  naslovom "Kartki z Podró (Wieliczka)"
In 1995 je Varšavski simfonični orkester v kapeli rudnika posnel kompilacijo  filmske glasbe poljskega skladatelja Zbigniewa Preisnerja. Za kapelo pogosto pravijo, da ima najboljšo akustiko v Evropi.
V avstralski televizijski seriji Spellbinder: Land of the Dragon Lord, je bila v rudnik postavljena Molohova dežela.
Rudnik se je pojavil v več izdajah resničnostnega šova The Amazing Race.

## Galerija
- Vhod v rudnik
- Sveta Barbara[3]
- Leonardo da Vinci: Zadnja večerja
- Star rudniški rov
- Papež Janez Pavel II.
- Staro vreteno v rudniškem muzeju
- Dno jaška sv. Kinge
- Lestenec iz kamene soli

## Sestrska jama
- Italija Jame Frasassi, Genga, Provinca  Marche[21]